# Russische Eishockeynationalmannschaft
Die russische Eishockeynationalmannschaft, auch Sbornaja (russisch Сборная (verkürzt von Сборная команда), auf Deutsch: Auswahl(mannschaft)) genannt, repräsentiert Russland bei internationalen Eishockeyturnieren und gehört zu den besten Nationalmannschaften der Welt. Sie wird nach der Weltmeisterschaft 2021 auf Platz drei der IIHF-Weltrangliste geführt und ist als Rechtsnachfolger der sowjetischen Nationalmannschaft mit 27 Titeln (davon 22 aus Zeiten der UdSSR) hinter Kanada (28) die zweiterfolgreichste Nation.

## Geschichte
Nach der Auflösung der Sowjetunion gelang es der russischen Auswahl zunächst nicht, die Erfolgsserie der sowjetischen Ära fortzuführen. So blieb sie nach dem WM-Sieg 1993 für die nächsten neun Jahre ohne Medaille. Die größten Erfolge aus dieser Zeit waren der Gewinn des Iswestija Cups (1992/93 bis 1995/96), des Baltica Cups (1999/00, 2000/01) sowie des Rosno Cups (2004/05). Nach der Übernahme des Traineramts durch Wjatscheslaw Bykow im Jahre 2006 verzeichnete das russische Eishockey einen Aufschwung und gewann sowohl 2008 als auch 2009 die Weltmeisterschaft. Unter Trainer Sinetula Biljaletdinow konnte man 2012 die Weltmeisterschaft gewinnen. Im Jahr 2014 übernahm Oleg Snarok die Mannschaft und führte sie wiederum zum WM-Titel.

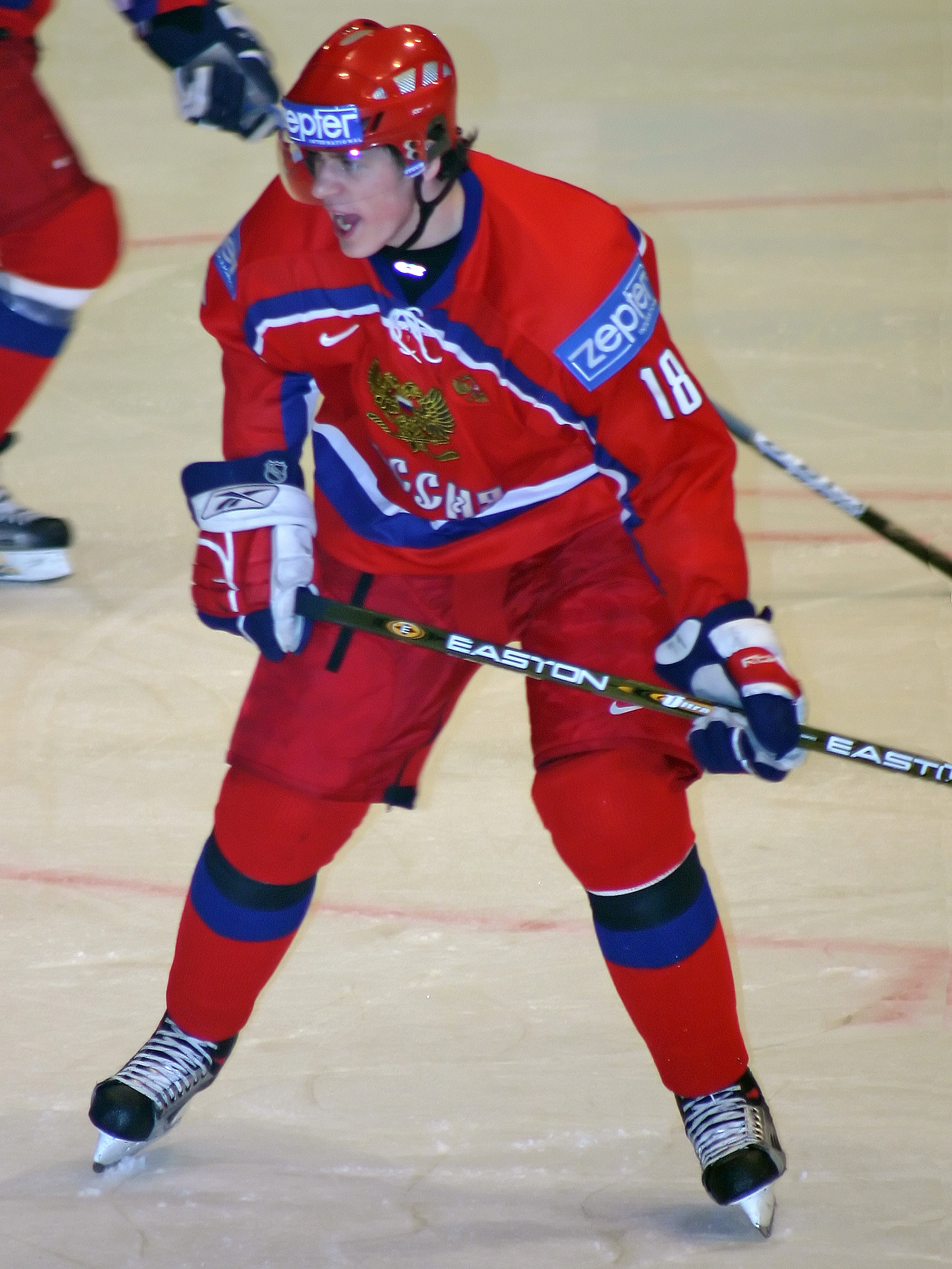
Jewgeni Malkin im Trikot der Nationalmannschaft

## Nationaltrainer
- 1992 Wiktor Tichonow (Igor Dmitrijew, Wladimir Jursinow)
- 1993–1994 Boris Michailow (Igor Tusik, Pjotr Worobjow, Gennadi Zygurow)
- 1994 Wiktor Tichonow (Igor Dmitrijew; bei den Olympischen Winterspielen)
- 1994–1995 Boris Michailow (Igor Tusik, Pjotr Worobjow, Gennadi Zygurow)
- 1995–1996 Wladimir Wassiljew (Wiktor Tichonow, Gennadi Zygurow)
- 1996 Boris Michailow (Sergei Makarow, Jewgeni Simin; beim World Cup of Hockey)
- 1996–1997 Igor Dmitrijew (Boris Michailow, Igor Tusik)
- 1997–1998 Wladimir Jursinow (Pjotr Worobjow, Sinetula Biljaletdinow)
- 1998–2000 Alexander Jakuschew (Pjotr Worobjow, Sinetula Biljaletdinow)
- 2000–2002 Boris Michailow (Waleri Beloussow, Wladimir Krikunow)
- 2002 Wjatscheslaw Fetissow (Wladimir Jursinow, Wladislaw Tretjak, bei den Olympischen Winterspielen)
- 2002–2003 Wladimir Pljuschtschew, (Alexander Jakuschew, Nikolai Tolstikow)
- 2003–2004 Wiktor Tichonow (Waleri Beloussow, Wladimir Jursinow)
- 2004–April 2005 Sinetula Biljaletdinow (Wladimir Jursinow, Wladislaw Tretjak)
- 2005–2006 Wladimir Krikunow (Wladimir Jursinow, Boris Michailow)
- 2006–2011 Wjatscheslaw Bykow (Igor Sacharkin, ab 2010 zus. Waleri Bragin)
- 2011–2014 Sinetula Biljaletdinow (Waleri Below)
- 2014–2018  Oleg Snarok ( Harijs Vītoliņš, Raschit Dawydow, Alexei Schamnow, Igor Nikitin)
- 2018–2019 Ilja Worobjow (Anwar Gatijatulin, Alexei Kudaschow, Alexei Schamnow)
- 2019–2020 Alexei Kudaschow (Anwar Gatijatulin, Alexei Schamnow, Alexander Sawtschenkow, ab Januar 2020 Waleri Bragin)
- 2020 Waleri Bragin (Alexei Schamnow, Alexander Boikow, Andrei Kosyrew, Raschit Dawydow)
- 2021 Waleri Bragin (Albert Leschtschow,  Stefan Persson,  Konstantin Schafranow, Alexander Titow)

### Gesperrte Trikotnummern
Folgende Trikotnummern werden zu Ehren der Spieler, die sie getragen haben, zur besonderen Anerkennung ihrer Leistungen für die Nationalmannschaft nicht mehr vergeben:
- 17 – Waleri Charlamow

## Statistik

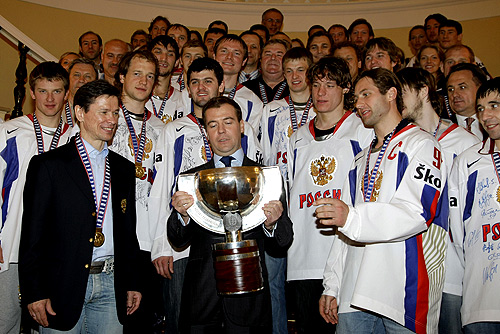
Nach dem WM-Gewinn mit Dmitri Medwedew (Mai 2008)

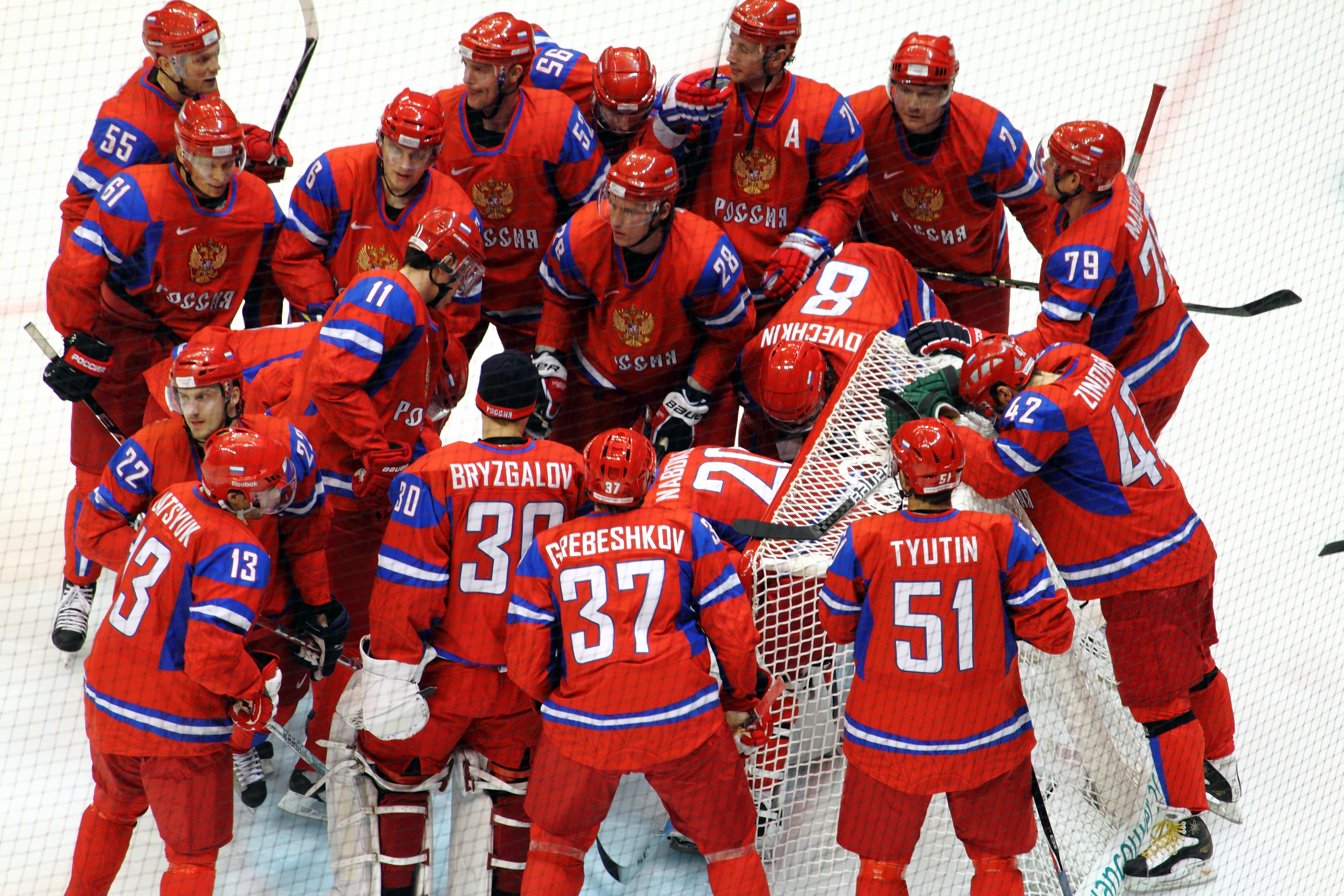
Vorrundenspiel gegen Lettland bei den Olympischen Winterspielen 2010 in Vancouver

### Olympische Ergebnisse
- 1994 – 4. Platz
- 1998 – Silbermedaille
- 2002 – Bronzemedaille
- 2006 – 4. Platz
- 2010 – 6. Platz
- 2014 – 5. Platz
- 2018 – Goldmedaille[1]
- 2022 – Silbermedaille

### Platzierungen bei den Weltmeisterschaften
- 1993 – Goldmedaille
- 1994 – 5. Platz
- 1995 – 5. Platz
- 1996 – 4. Platz
- 1997 – 4. Platz
- 1998 – 5. Platz
- 1999 – 5. Platz
- 2000 – 11. Platz
- 2001 – 6. Platz
- 2002 – Silbermedaille
- 2003 – 6. Platz
- 2004 – 10. Platz
- 2005 – Bronzemedaille
- 2006 – 5. Platz
- 2007 – Bronzemedaille
- 2008 – Goldmedaille
- 2009 – Goldmedaille
- 2010 – Silbermedaille
- 2011 – 4. Platz
- 2012 – Goldmedaille
- 2013 – 6. Platz
- 2014 – Goldmedaille
- 2015 – Silbermedaille
- 2016 – Bronzemedaille
- 2017 – Bronzemedaille
- 2018 – 6. Platz
- 2019 – Bronzemedaille
- 2021 – 5. Platz
- 2022 – Ausschluss

### World Cup of Hockey
- 1996 – Im Halbfinale ausgeschieden
- 2004 – Im Viertelfinale ausgeschieden
- 2016 – Im Halbfinale ausgeschieden